# Россетти, Раффаэле
Раффаэле Россетти (итал. Raffaele Rossetti; 12 июля 1881, Генуя — 24 декабря 1951, Милан) — итальянский морской инженер, полковник военно-морских сил Италии, затопивший в самом конце Первой мировой войны австро-венгерский линкор «Вирибус Унитис», позднее деятель Итальянской республиканской партии.

## Биография
Родился в Генуе, окончил Туринский университет по специальности «инженер» в сентябре 1904 года, позднее поступил в военно-морскую академию в Ливорно, где был произведён в лейтенанты корпуса морских инженеров. Окончил также в декабре 1906 года Миланский технический университет по специальности «военно-морской инженер-механик». В 1909 году произведён в капитаны, в 1911 году на крейсере «Пиза» отплыл в Ливию для участия в итало-турецкой войне. Во время Первой мировой войны руководил военно-морским арсеналом в Специи и был произведён в майоры.
Россетти предложил идею нового оружия: человекоуправляемой торпеды, которая могла бы прикрепляться к днищу вражеского корабля и детонировать, отправляя судно на дно. Оружие получило название «миньята» (итал. mignatta — пиявка), став предшественником торпеды типа «майале» времён Второй мировой войны. В конце октября 1918 года Розетти использовал своё изобретение для подрыва австрийского линкора «Вирибус Унитис». За несколько часов до операции корабль был передан в подчинение военно-морскому флоту Государства словенцев, хорватов и сербов, но Раффаэле об этом не получал никакой информации. Войдя незаметно в гавань Полы, Россетти прикрепил несколько магнитных мин к днищу корабля, но вскоре был схвачен. Моряк объяснил, что корабль скоро затонет, но не сказал, что там установлены мины. «Вирибус Унитис» взлетел на воздух несколько позже установленного срока: моряки решили, что Россетти попросту наврал им про установленную взрывчатку. В результате взрыва погибли около 400 человек, в том числе и командир судна. За проведённую блестяще операцию Розетти был награждён золотой медалью «За воинскую доблесть» и произведён в полковники. В отставку вышел в 1919 году.
После прихода к власти Национальной фашистской партии Россетти ушёл в оппозицию к властям в Итальянскую республиканскую партию. Им было создано антифашистское движение «Свободная Италия» (итал. Italia libera), ведомое Джованни Конти, Рандольфо Паккьярди и рядом других социал-демократов. В 1925 году подвергся нападению чернорубашечников и  вынужден был уехать во Францию. Там он до 1930 года вместе с Карло Росселли руководил ещё одним антифашистским движением, базировавшимся в Париже — «Справедливость и свобода» (итал. Giustizia e Libertà). В 1930 году им было создано ещё одно движение с Чиприано Факкинетти — «Молодая Италия» (итал. La Giovine Italia). В 1932 году он был избран секретарём Итальянской республиканской партии, но уступил пост менее чем через год Паккьярди.
Во время гражданской войны в Испании Россетти поддерживал республиканцев, работая на радио и выступая с антифашистскими речами, за что был лишён своей золотой медали «За воинскую доблесть». После окончания Второй мировой войны ему всё-таки вернули медаль.
Масон, "Великий восток Италии".
Скончался в Милане в 1951 году.